# XnView
XnView [ˌeksenˈvjuː] je proprietární program pro prohlížení, konverzi, organizaci a editaci grafických a videosouborů. Jeho verze pro MS Windows představuje alternativu k výrobcem dodávanému prohlížeči Microsoft Photos. Je zdarma pro soukromé, výukové a nevýdělečné použití, pro další účely je zpoplatněn. Komunikuje v 44 jazycích včetně češtiny.

## Vlastnosti
XnView je oblíbený mimo jiné pro podporu prakticky všech existujících grafických formátů – zvládá jich číst z více než 400, poradí si s některými formáty audio- a videosouborů, a zapisuje do 70+ formátů. XnView také umí ICC profily ve formátech JPEG, PNG a TIFF; zobrazuje IPTC, Exif a XMP metadata; ukládá IPTC metadata (ne však jejich dávkový zápis). Vykresluje například i histogram načteného obrázku, dokáže zachytit snímek obrazovky a komunikuje s rozhraními TWAIN i WIA.

## Mobilní verze
XnView existuje i pro zařízení poháněná Pocket PC 2002‒2005 a smartphony s Windows Mobile 5 a 6.